# Aeropuerto Internacional de Capital Region
El Aeropuerto Internacional de Capital Region (del inglés: Capital Region International Airport) (IATA: LAN, OACI: KLAN, FAA LID: LAN) es un aeropuerto público localizado a 3 millas (5 km) el noroeste del Distrito Central Financiero de Lansing, una ciudad en el condado de Ingham, Míchigan, Estados Unidos. Con 376.790 pasajeros totales en el 2014, LAN es el cuarto aeropuerto más transitado de Míchigan. Delta Air Lines es la compañía aérea que opera en más de la mitad de todos los vuelos comerciales que llegan al aeropuerto.

## Historia
El aeropuerto se abrió en julio de 1928. Transamerican Airlines comenzaron vuelos del cargo del aeropuerto el 17 de julio de 1928. Kohler Airlines comenzaron vuelos del pasajero el 1 de septiembre de 1929. El terminal de aeropuerto actual fue construido en 1959. En junio de 2010 Apple Vacations y la aerolínea Sun Country anunciado vuelos de temporada a Cancún (CUN), Montego Bay (MBJ / MKJS), Fort Myers (RSW), Orlando (MCO) y Las Vegas (LAS) a partir de diciembre. En agosto de 2012 de Allegiant Air anuncia el regreso de dos veces por semana vuelos a Aeropuerto Internacional Orlando Sanford (SFB) a partir de noviembre.

## Aerolíneas y destinos

### Aerolíneas de Pasajeros
El Aeropuerto Internacional de Capital Region sirve a siete destinos domésticos y tres destinos internacionales a Latinoamérica.

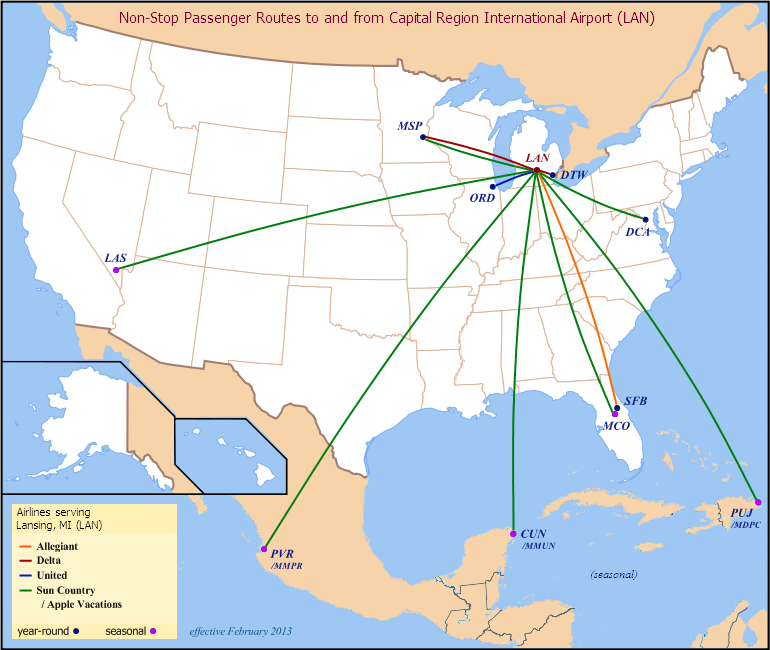
Destinos con servicio directo desde el aeropuerto Lansing

| Aerolíneas                                       | Destinos                                        |
| ------------------------------------------------ | ----------------------------------------------- |
| Apple Vacations operada por Frontier Airlines    | Temporal: Cancún, Puerto Vallarta, Punta Cana   |
| Delta Connection operada por ExpressJet Airlines | Temporal: Detroit                               |
| Delta Connection operada por Endeavor Air        | Detroit, Minneapolis/St. Paul Temporal: Atlanta |
| Delta Connection operada por SkyWest Airlines    | Temporal: Detroit, Minneapolis/St. Paul         |
| Sun Country Airlines                             | Minneapolis/St. Paul, Washington-National       |
| United Express operada por ExpressJet Airlines   | Chicago-O'Hare                                  |
| United Express operada por SkyWest Airlines      | Temporal: Chicago-O'Hare                        |

### Aerolíneas de Carga

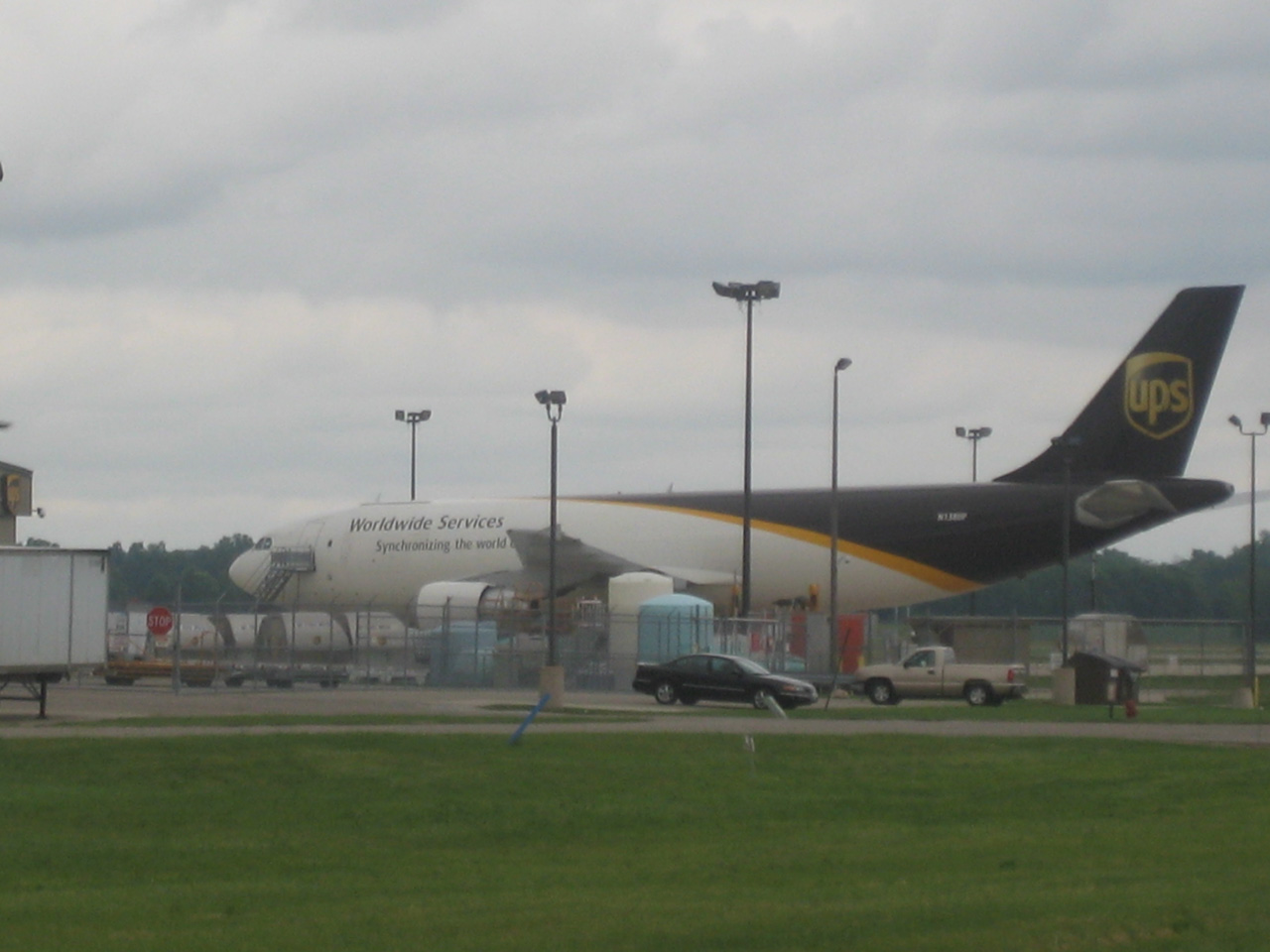
Un UPS Airlines Airbus A300F4-600 en la rampa de carga

| Aerolíneas             | Destinos |
| ---------------------- | --- |
| Air Cargo Carriers     | Temporal: Louisville, Milwaukee, Warsaw (IN) |
| Ameriflight            | Temporal: Escanaba, Ironwood, Louisville, Marquette, Milwaukee, Pellston |
| Amerijet International | Miami |
| Martinaire             | Cadillac, Caro, Columbus-Rickenbacker, Detroit, Escanaba, Gaylord, Harbor Springs, Iron Mountain, Kalamazoo/Battle Creek, Ludington, Marquette, Milwaukee, Muskegon, Pellston, Saginaw, South Bend, Traverse City, West Branch |
| UPS Airlines           | Louisville Temporal: Chicago-Rockford, Cleveland, Columbus-Rickenbacker, Detroit, Philadelphia |

## Estadísticas de Pasajeros y Tráfico

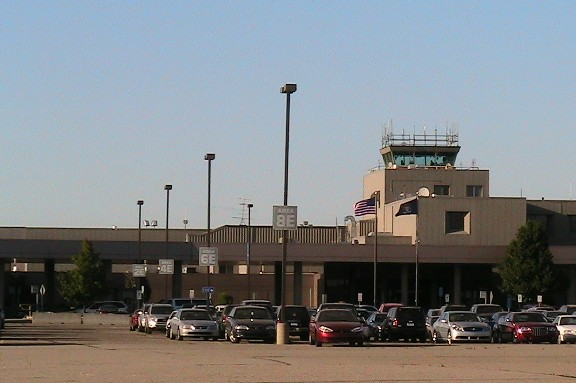
Edificio terminal del Aeropuerto Internacional de Capital Region

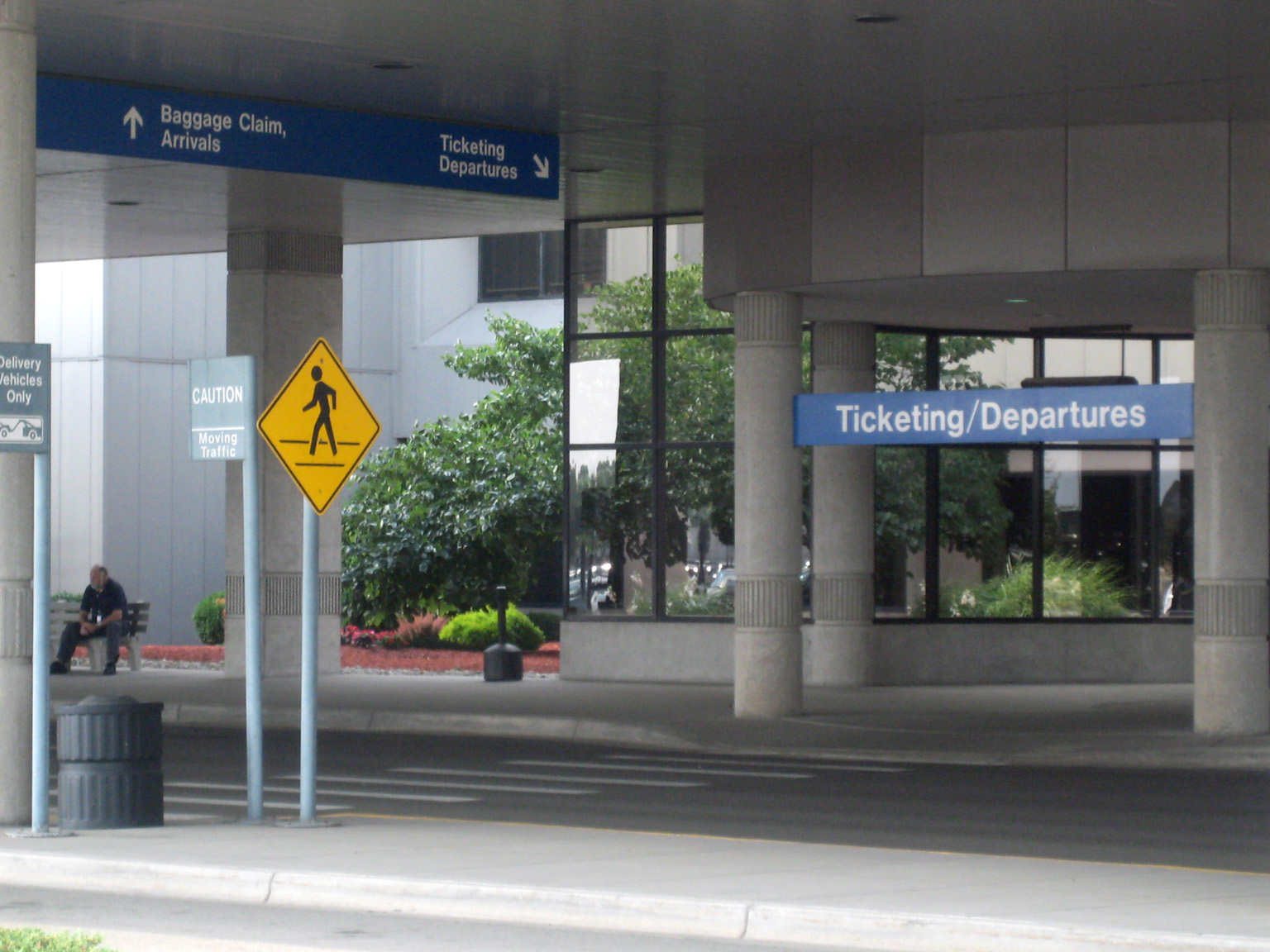
La entrada al edificio de la terminal

| Año  | Pasajeros totales | % cambio |
| ---- | ----------------- | -------- |
| 2000 | 656.703           | -8,7%    |
| 2001 | 523.152           | -20,3%   |
| 2002 | 514.299           | -1,7%    |
| 2003 | 534.280           | +3,9%    |
| 2004 | 650.915           | +21,8%   |
| 2005 | 609.901           | -6,3%    |
| 2006 | 557.417           | -8,6%    |
| 2007 | 497.824           | -10,7%   |
| 2008 | 429.639           | -13,7%   |
| 2009 | 265.967           | -38,1%   |
| 2010 | 257.350           | -3,2%    |
| 2011 | 358.307           | +39,2%   |
| 2012 | 389.600           | +8,7%    |
| 2013 | 418.850           | +7,5%    |
| 2014 | 376.790           | -10,0%   |

| Aeropuerto de destino  | Pasajeros totales | % del total |
| ---------------------- | ----------------- | ----------- |
| Detroit (DTW)          | 72.680            | 35,3%       |
| Minneapolis (MSP)      | 52.110            | 25,3%       |
| Chicago (ORD)          | 36.630            | 17,8%       |
| Washington D. C. (DCA) | 18.190            | 8,8%        |
| Orlando-Sanford (SFB)  | 10.340            | 5,0%        |
| Cancún (CUN)           | 5.690             | 2,8%        |
| Orlando (MCO)          | 3.730             | 1,8%        |
| Las Vegas (LAS)        | 3.150             | 1,5%        |
| Punta Cana (PUJ)       | 1.970             | 1,0%        |
| Puerto Vallarta (PVR)  | 1.230             | 0,6%        |